# Kastély Sándor
Kastély Sándor (1937–2013) magyar ejtőernyős sportoló, ballonrepülő pilóta, berepülő, szakíró.

## Életpálya
KPM Légügyi Főosztály munkatársa. Magyarországon a ballon szakszolgálati engedélyeknek négy típusa van: növendék ballonpilóta, ballonpilóta, oktató ballonpilóta és berepülő ballonpilóta. Berepülő ballonpilóta szakszolgálati engedélyének száma: 001.

## Sportegyesületei
- KHVM

## Sporteredmények
1952-ben Székesfehérváron, az Ejtőernyő-készítő és Javító Műhelyben újra kezdte az ejtőernyő gyártását. Nevéhez, tervező munkájához kapcsolódnak a korabeli, magyar ejtőernyő típusok. Egyik munkáját, a körkupolás 51M mintájú ejtőernyőt a katonaság, továbbfejlesztett változatát – lengési tulajdonságainak csökkentését követően – az ejtőernyős sportolók is elismerően alkalmazták. Ezzel az ejtőernyővel 1957. október 6-án új világrekordot állított fel 1000 méteres célba ugrásban 0,825 méteres eredménnyel.
1977 év végén az elsők között rendelkezett ballonpilóta szakszolgálati engedéllyel. Az első magyar ejtőernyős ugrás hőlégballon pilótája volt.

### Világbajnokság
- IV. Ejtőernyős Világbajnokság rendezési jogát 1958. augusztus 3. - augusztus 10. között Csehszlovákia kapta, pozsonyi helyszínnel. A magyar férfi válogatott további tagjai: Gyulai György, Sztankó László, Polonyi László és Binder Lajos volt.
  - 1000 méteres csapat célba ugrást a magyar válogatott nyerte,
- V. Ejtőernyős Világbajnokságra Bulgáriában, a Szófia közelében lévő Muszacsevó repülőtéren került sor 1960. augusztus 7. - augusztus 14. között. A magyar válogatott további tagjai: Gyulai György, Polonyi László, Binder Lajos volt.

### Magyar bajnokság
- IV. Magyar Ejtőernyős Nemzeti Bajnokság megtartására  1956. szeptember 15. - szeptember 26. között került sor a Dunakeszi melletti alagi repülőtéren.
  - egyéni összetettben ezüstérmes
- V. Magyar Ejtőernyős Nemzeti Bajnokságra 1957. szeptember 1. - szeptember 7. között került sor az alagi repülőtéren. 
  - férfi 1000 méteres célba ugrásban világrekorddal aranyérmes,
  - 1500 méteres kombinált ugrásban /pontos késleltetés, stílusugrás, célba ugrás/ ezüstérmes,
  - összetett bajnokság bronzérmese,
- VI. Magyar Ejtőernyős Nemzeti Bajnokság megrendezésére 1959. július 25. -   augusztus 8. között került sor Budaörsön. 
  - 1500 méteres célba ugrásban /azonnali nyitással/ az országos bajnok,
  - 2000méteres stílusugrás magyar bajnoka,
  - egyéni összetett versenyben országos bajnoka,

## Családi kapcsolat
Felesége Kastély Sándorné (Sörös Erika) szintén kiváló ejtőernyős sportoló.

## Írásai
- Kastély Sándor: Légideszant ejtőernyők. Kézirat
- Kastély Sándor (szerk.): Katonai ejtőernyőzés Magyarországon. Budapest: Zrínyi Miklós Nemzetvédelmi Egyetem - jegyzet
- LRI Repüléstudományi és Tájékoztató Központ – több írása, fordítása jelent meg
- Ejtőernyős Tájékoztató szerkesztője. 1977-ben jelent meg az első – évente hat számot adtak ki –, az utolsó megjelenése 1999-ben volt.